# Mars 1
De Mars 1 (Russisch: Марс-1), was een Russische onbemande ruimtevlucht naar de planeet Mars aan het begin van de jaren 60. Dit toestel was de eerste sonde uit de geschiedenis die daadwerkelijk richting Mars vloog. Deze missie had als doel zowel de rode planeet als de interplanetaire ruimte te bestuderen. Daarnaast was deze verkenner bedoeld als proefvlucht voor toekomstige interplanetaire ruimtevaartuigen.

## Koude Oorlog
Door de Koude Oorlog probeerden zowel de V.S. als de Sovjet-Unie de superioriteit van hun ruimtevaarttechnologie te bewijzen. Dit geschiedde vooral door het scoren van primeurs, zoals eerste vlucht of landing naar de Maan, Venus of Mars. Dit toestel maakte deel uit van een serie van drie Marsverkenners, maar kende als enige (beperkt) succes. Twee andere lanceringen, op 24 oktober en 4 november 1962, kwamen niet uit een parkeerbaan weg en mislukten. Eerdere pogingen tijdens het voorafgaande lanceervenster, op 10 en 14 oktober 1960, mislukten eveneens door problemen met de draagraket. De technologie voor (lange) interplanetaire vluchten stond in deze beginjaren nog in de kinderschoenen; elke mislukte lancering vormde daarom aanleiding om de (vaak abominabele) blauwdrukken van deze eerste generatie planeetverkenners kritisch tegen het licht te houden.
Enige maanden daarvoor had Amerika hun Mariner 2 gelanceerd, die op 14 december 1962 langs Venus zou vliegen en zodoende de primeur scoorde van de eerste geslaagde vlucht naar een andere planeet. De eerste Russische missie naar Venus (Venera 1) mislukte; de Sovjet-Unie kon uiteraard niet achterblijven en richtte met Mars 1 haar pijlen nu op de rode planeet. Immers de supermacht die hier als eerste close-up foto's van toonde zou veel prestige verwerven.

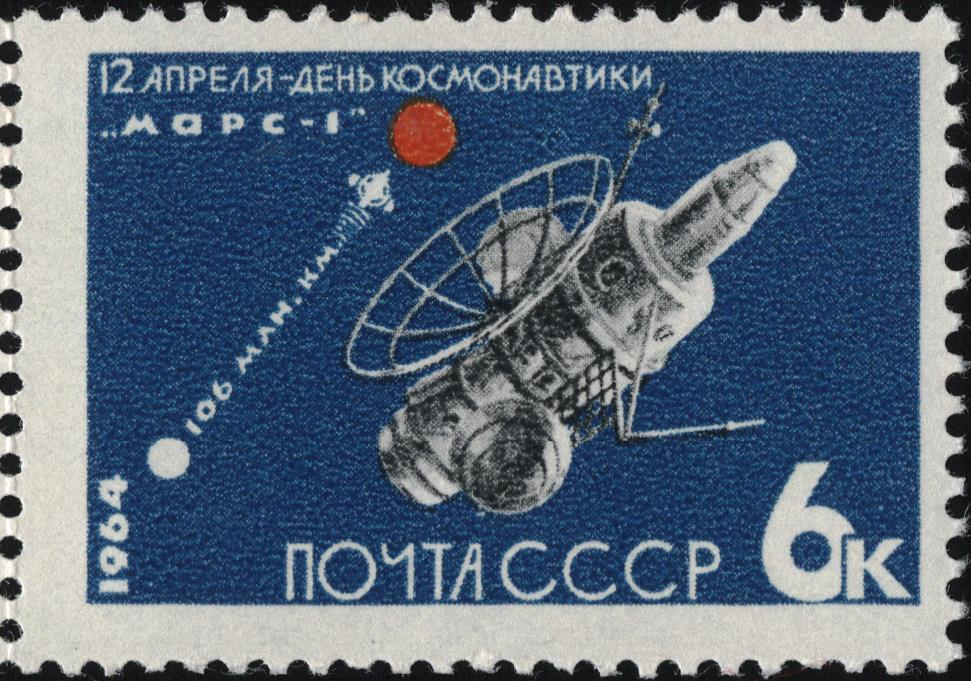
Postzegel over Mars 1

## Opbouw

### Afmetingen, vluchtinstrumenten & gewicht
De Mars 1 had een cilindrische vorm  met een diameter van 1,00 m en een hoogte van 3,30 m. De spanwijdte met uitgeklapte radiators (in de vorm van twee halve bollen aangebracht op de uiteinden van de zonnepanelen) en zonnepanelen bedroeg 4,00 m. De totale oppervlakte van deze zonnepanelen besloeg 2,6 m²; verder beschikte deze verkenner over een nikkel-cadmium accu met een capaciteit van 42 Ah. Het was een gewijzigde versie van het eerste type Venera-sonde.
Voor communicatie met de Aarde was Mars 1 uitgerust met zenders, ontvangers en drie antennes, waaronder een in alle richtingen gevoelige antenne en een schotelantenne met een diameter van 1,70 m.
De bovenste 2,70 m van het vaartuig herbergde de voortstuwing en geleidingsapparatuur, de onderste 0,6 m de wetenschappelijke instrumenten. De temperatuurregeling bestond uit een gas/vloeistof systeem gecombineerd met radiators. De raketjes voor standregeling maakten gebruik van stikstof. Daarnaast beschikte de verkenner over een hoofdmotor voor de noodzakelijke koerscorrecties tijdens de vlucht en gyroscopen.
Deze Marssonde woog 893,5 kg.

### Wetenschappelijke instrumenten
Dit vaartuig voerde relatief weinig nuttige lading mee, aangezien ze vooral als testvlucht voor toekomstige missies was bedoeld. De Russen wilden vooral weten, hoe hun basisontwerp zich onder de omstandigheden in de ruimte gedroeg. 
Mars 1 was uitgerust met:
- Tv-camera om opnamen van Mars te maken, veruit het voornaamste missiedoel
- Spectrograaf voor bestudering van ozon
- Spectroreflexometer
- Magnetometer
- Kosmische stralings detectors
- Detector voor opsporing van micrometeorieten

## Verloop van de missie

### Lancering
Mars 1 werd gelanceerd op 1 november 1962 met een A-2-e Molniya draagraket vanaf Bajkonoer. Deze bracht hem in een parkeerbaan met een apogeum van 238 km en een perigeum van 157 km, bij een omlooptijd van 88,4 minuten. De inclinatie bedroeg 65° en de excentriciteit 0,00616. De ontbranding van de vierde trap slaagde. De zonnepanelen ontvouwden zich en Mars 1 ging op weg naar de rode planeet.

### Vlucht naar Mars
In totaal onderhield het vaartuig 61 maal contact met de Aarde. In eerste instantie om de twee dagen, later om de vijf dagen. Echter, onmiddellijk nadat Mars 1 zich losmaakte van zijn draagraket ontving de vluchtleiding alarmerende meldingen. Een van de stikstoftanks voor de standregeling liep leeg, waarschijnlijk door een slecht functionerend ventiel. Op 6 en 7 november schakelde Mars 1 daarom over op gyroscopische standregeling, om althans de zonnepanelen op de Zon gericht te houden. Noodzakelijke koerscorrecties waren nu echter niet meer mogelijk. Desalniettemin slaagde de vluchtleiding er in om tot 21 maart 1963 contact te onderhouden en wetenschappelijke gegevens te verzamelen tot op een afstand van 1,24 AU. Het ruimtevaartuig bevond zich toen op een afstand van 106,76 miljoen km van de Aarde. De meest waarschijnlijke oorzaak voor het verlies van radiocontact is een defect standregelsysteem.

### Passage van Mars
Doof en stil vloog Mars 1 verder naar zijn bestemming en vloog de rode planeet voorbij op 19 juni 1963, op een afstand van 193.000 km. Daarna kwam het toestel in een heliocentrische baan.

## Wetenschappelijke resultaten
Mars 1 zond veel nuttige gegevens over betreffende kosmische straling, magnetische velden en geïoniseerde gassen. Tussen 6.000 en 40.000 km en tevens op een afstand van 20 tot 40 miljoen km van de Aarde nam Mars 1 iedere twee minuten een inslag waar van de Tauriden-meteorenzwerm. Verder mat het de zonnewind en bleek de sterkte van het magnetisch veld in de interplanetaire ruimte 3 à 4 γ, met uitschieters tot 6 à 9 γ. Metingen van kosmische straling gaven aan, dat sinds 1959 de intensiteit was verdubbeld. Ook de stralingsgordels rond de Aarde werden gemeten en hun magnitude bevestigd.